# Hans-Helmut Dickow
Hans Helmut Dickow (Dresda, 14 aprile 1927 – Stoccarda, 18 dicembre 1989) è stato un attore tedesco, che fu attivo prevalentemente in campo televisivo e teatrale.
Sul piccolo schermo, lavorò in una novantina di differenti produzioni, a partire dalla seconda metà degli anni cinquanta. Tra i suoi ruoli principali, figurano quello di Knöbel nel film TV Das Missverständliche im Leben des Herrn Knöbel (1968), quello di Hermann Honnef nel film TV Das Projekt Honnef (1977), ecc.; era inoltre la voce tedesca di Doc in Fraggle Rock.
A teatro, lavorò, tra l'altro, in opere di Goethe, Schiller e Kleist.

## Filmografia parziale

### Cinema
- Das Wunder des Malachias (1961)
- Whopper Punch 777 (1986)

### Televisione
- Schmutzige Hände - film TV (1956)
- Thérèse Raquin - film TV (1956)
- Die Friedhöfe - film TV (1960)
- Zeit der Schuldlosen - miniserie TV (1961)
- Der Mann von draußen - film TV (1961)
- Der Zinnkrug - film TV (1961)
- Der Arzt wider Willen - film TV (1964)
- Umbruch - film TV (1964)
- Am Tage des Gerichts - film TV (1965)
- Leutnant Nant - film TV (1965)
- Der Mann aus Brooklyn - film TV (1966)
- Freiheit im Dezember - film TV (1966)
- Ich war Schlemihl - film TV (1966)
- Der Prozeß der Jeanne D'Arc zu Rouen 1431 - film TV (1967)
- Das Missverständliche im Leben des Herrn Knöbel - film TV (1968)
- Knüpfe das Netz nach dem Fisch - film TV (1968)
- Tatort - serie TV, 7 episodi (1973-1988) - ruoli vari
- Gestern gelesen - serie TV, 2 episodi (1969-1975) - ruoli vari
- Die U-2-Affäre - film TV (1970)
- Die drei Gesichter der Tamara Bunke - film TV (1971)
- Einmal im Leben - Geschichte eines Eigenheims - miniserie TV (1972)
- Der Illegale - miniserie TV (1972)
- Hamburg Transit - serie TV, 1 episodio (1973)
- Van der Valk und die Reichen - film TV (1973)
- Liebe mit 50 - film TV (1973)
- Kara Ben Nemsi Effendi - serie TV, 3 episodi (1975)
- Ein deutsches Attentat - film TV (1975)
- Squadra speciale K1 - serie TV, 2 episodio (1975-1982) - ruoli vari
- Der Kommissar - serie TV, 1 episodio (1976)
- Alle Jahre wieder: Die Familie Semmeling - miniserie TV (1976)
- PS - Geschichten ums Auto - serie TV, 2 episodi (1976)
- Das Projekt Honnef - film TV (1977)
- SOKO 5113 - serie TV, 3 episodi (1978)
- Lady Audleys Geheimnis - miniserie TV (1978)
- Der Anwalt - serie TV, 1 episodio (1978)
- Der Geist der Mirabelle. Geschichten von Bollerup - film TV (1978)
- Die Buddenbrooks - miniserie TV (1978)
- Überfall in Glasgow - film TV (1981)
- Tod eines Schülers - miniserie TV (1981)
- Tegtmeier klärt auf - serie TV, 1 episodio (1981)
- Silas - miniserie TV (1981)
- Il commissario Köster - serie TV, 2 episodi (1983-1985) - ruoli vari
- La nave dei sogni - serie TV, 1 episodio (1984)
- Un caso per due - serie TV, 2 episodi (1984-1986) - ruoli vari
- L'ispettore Derrick - serie TV ep. 12x06, regia di Theodor Grädler (1985)
- Polizeiinspektion 1 - serie TV, 1 episodio (1985)
- Münchhausens letzte Liebe - film TV (1988)

## Doppiaggi
- Doc in Fraggle Rock